# أندرو بيكوك
أندرو بيكوك (بالإنجليزية: Andrew Peacock) هو محامي ودبلوماسي وسياسي أسترالي، ولد في 13 فبراير 1939 في ملبورن في أستراليا. نشط حزبياً في الحزب الليبرالي الأسترالي.

## مناصب
- انتخب وزير الدفاع [الإنجليزية]‏ (12 نوفمبر 1969 – 10 مارس 1971).
- انتخب وزير الشؤون الداخلية (أستراليا) (25 يناير 1972 – 5 ديسمبر 1972).
- انتخب وزير الاستدامة والبيئة والمياه والسكان والمجتمعات [الإنجليزية]‏ (12 نوفمبر 1975 – 22 ديسمبر 1975).
- انتخب وزير التوظيف وعلاقات العمل [الإنجليزية]‏ (3 نوفمبر 1980 – 16 أبريل 1981).
- انتخب وزير الصناعة والابتكار [الإنجليزية]‏ (11 أكتوبر 1982 – 11 مارس 1983).
- انتخب سفير أستراليا لدى الولايات المتحدة الأمريكية (2 فبراير 1997 – 27 فبراير 1999).
- انتخب سفير أستراليا لدى الولايات المتحدة الأمريكية (2 فبراير 1997 – فبراير 1999).
- انتخب وزير الخارجية [الإنجليزية]‏ (12 نوفمبر 1975 – 3 نوفمبر 1980).
- انتخب عضو مجلس النواب الأسترالي عن دائرة كويونغ [الإنجليزية]‏ (2 أبريل 1966 – 19 نوفمبر 1994).

## وصلات خارجية
- أندرو بيكوك على موقع مونزينجر (الألمانية)